# Avidius Cassius
Gaius Avidius Cassius (* um 130 in Kyrrhos; † Juli 175) war ein römischer Usurpator, der im Jahr 175 kurze Zeit Ägypten und Syrien regierte.

## Leben
Avidius Cassius war der Sohn des römischen Ritters Gaius Avidius Heliodorus, der seine Abstammung auf die Seleukiden zurückführte und es bis zum praefectus Aegypti gebracht hatte. Unter Antoninus Pius in den römischen Senat aufgenommen, durchlief Cassius eine hervorragende militärische Karriere – so oblag ihm die operative Führung des 162 ausgebrochenen Partherkrieg. Während des Feldzugs lernte er Kaiser Lucius Verus und dessen Gattin Lucilla näher kennen. Für einen Senator seiner Zeit scheint er ungewöhnlich umfassende Erfahrungen als Feldherr gesammelt zu haben; die genauen Stationen seiner weiteren Laufbahn sind aber unbekannt. Zu einem unklaren Zeitpunkt muss er Suffektkonsul gewesen sein, da er Positionen bekleidete, die Konsularen vorbehalten waren. Nach Beendigung des Partherkrieges wurde er dann 166 Statthalter von Syrien, spätestens seit 172 kam die Aufsicht über die übrigen Provinzen des Ostens hinzu. In dieser außergewöhnlichen Funktion als Rector Orientis beendete er 172 den Aufstand der Bukolen in Ägypten.
175 ließ sich Cassius nach einer unzutreffenden Meldung über den Tod Kaiser Mark Aurels zum römischen Kaiser ausrufen. Als er auch nach der Information, dass Mark Aurel doch noch lebte, an der Proklamation festhielt, bereitete dieser den Bürgerkrieg vor, hoffte aber angeblich, dass Cassius dabei nicht getötet werde oder Selbstmord begehe, denn er habe beabsichtigt, ihn zu begnadigen. Unklar ist die Rolle, die Mark Aurels Gattin Faustina spielte, die Cassius zur Usurpation aufgefordert haben soll.
Obwohl Cassius die Kontrolle über einen der wesentlichen Teile des Römischen Reichs erlangte – Ägypten war einer der wichtigsten Getreidelieferanten für die Stadt Rom –, gelang es ihm nicht, breite Unterstützung für seine Rebellion zu bekommen. Insbesondere der Statthalter von Kappadokien, Martius Verus, blieb Mark Aurel treu. Nach drei Monaten wurde Cassius von einem Centurio ermordet. Cassius Dio berichtet, Mark Aurel hätte alle Unterlagen, die auf Mitwisser der Revolte hingewiesen hätten, vernichten lassen; allerdings habe es Gerüchte gegeben, dass Faustinas plötzlicher Tod zu diesem Zeitpunkt mit ihrer Unterstützung für Cassius zusammenhing. Lucius Volusius Maecianus, Cassius’ Schwiegervater, wurde jedenfalls in Alexandria getötet.